# Polynema franklini
Polynema franklini är en stekelart som beskrevs av Girault 1913. Polynema franklini ingår i släktet Polynema och familjen dvärgsteklar. Inga underarter finns listade i Catalogue of Life.